# Фамулкі-Броховські
Фамулкі-Броховські (пол. Famułki Brochowskie) — село в Польщі, у гміні Брохув Сохачевського повіту Мазовецького воєводства.
Населення — 89 осіб (2011).
У 1975-1998 роках село належало до Варшавського воєводства.

## Демографія
Демографічна структура станом на 31 березня 2011 року:
|          | Загалом | Допрацездатний вік | Працездатний вік | Постпрацездатний вік |
| -------- | ------- | ------------------ | ---------------- | -------------------- |
| Чоловіки | 38      | 9                  | 25               | 4                    |
| Жінки    | 51      | 12                 | 27               | 12                   |
| Разом    | 89      | 21                 | 52               | 16                   |